# The Cat Came Back (película de 1936)
The Cat Came Back es un corto animado estadounidense de 1936 producido por Leon Schlesinger, perteneciente a la serie Merrie Melodies.
Fue estrenado el 8 de febrero de 1936.

## Argumento
Una mamá gata enseña a sus cachorros a capturar ratones mientras, en su guarida, unos ratoncitos son también adiestrados por su madre sobre cómo esquivar a los gatos. Sin embargo, un ratoncito y un gatito superarán sus temores y desconfianzas para ser amigos.